# Нацусио (1940)
Нацусио (яп. 夏潮 летний прилив) — японский эсминец типа «Кагэро». Шестой по счёту из 19 эсминцев типа «Кагэро», построенных в 1937—1941 годах на японских верфях для Императорского флота Японии в рамках «Третьей программы расширения военно-морских вооружений» (Maru San Keikaku).

## Предыстория
Эскадренные миноносцы типа «Кагеро» были внешне практически идентичны эсминцам типа «Асасио», но с улучшениями, сделанными японскими конструкторами. Они были разработаны, чтобы сопровождать японские главные силы и отражать нападения ВМС США в дневное и ночное время по мере продвижения через Тихий океан, в соответствии с японскими военно-морскими стратегическими прогнозами. Несмотря на то что эсминцы типа «Кагеро» относились к одним из самых мощных кораблей своего класса в мире в момент их завершения, только один из 19 построенных выжил во время войны на Тихом океане.

## История
Заложен в декабре 1937 года на верфи Fujinagata Shipyards (Осака), спущен 23 февраля 1939 года, вошёл в строй 31 августа 1940 года.
Во время нападения на Пёрл-Харбор, «Нацусио» был включён в 15-й дивизион эсминцев 2-го флота и базировался на Палау. Во время вторжения на Филиппины использовался как часть эскорта авианосца «Рюдзё» и минного заградителя «Яэяма».
В январе 1942 года «Нацусио» участвовал во вторжении в Голландскую Ост-Индию, сопровождая силы вторжения в Манадо, Кендари и Амбон. Во время вторжения на Макассар на 8—9 февраля эсминец был торпедирован подводной лодкой ВМС США USS S-37 и затонул примерно в 22 милях (35 км) к югу от Макассара в точке с координатами 05°10′ ю. ш. 119°24′ в. д.. Десять членов экипажа погибли во время нападения, оставшиеся в живых были спасены эсминцем «Куросио». «Нацусио» был удалён из списков военно-морского флота Японии 28 февраля 1942 года, став первым за время войны японским эсминцем потопленным подводным флотом США.